# Rauwiller
Rauwiller (deutsch Rauweiler) ist eine französische Gemeinde mit 216 Einwohnern (Stand 1. Januar 2021) im Krummen Elsass im Département Bas-Rhin in der Region Grand Est (bis 2015 Elsass). Sie gehört zum Arrondissement Saverne.

## Geographie
Die Ortschaft liegt nahe der Grenze zum Département Moselle. Wenige Kilometer östlich verläuft die Autoroute A 4 (Autoroute de l’Est). Nach Saverne im Osten sind es etwa 25 Kilometer, Straßburg im Südosten ist etwa 70 Kilometer entfernt.

## Geschichte
Erstmals erwähnt wird der Ort als Rugwiller im Jahr 1288, in einer Urkunde von 1344 heißt er Ruwiller. Im 15. Jahrhundert war der Ort verlassen und wurde 1599 wieder besiedelt von hugenottischen Flüchtlingen. Im Dreißigjährigen Krieg wurde der Ort von kaiserlichen Truppen stark zerstört. Von 1871 bis zum Ende des Ersten Weltkrieges gehörte Rauweiler als Teil des Reichslandes Elsaß-Lothringen zum Deutschen Reich und war dem Kreis Zabern im Bezirk Unterelsaß zugeordnet. Im Herbst 1944 hatte der Ort unter Verwüstungen im Zuge der Kämpfe zur Befreiung Frankreichs gegen Ende des Zweiten Weltkriegs zu leiden.

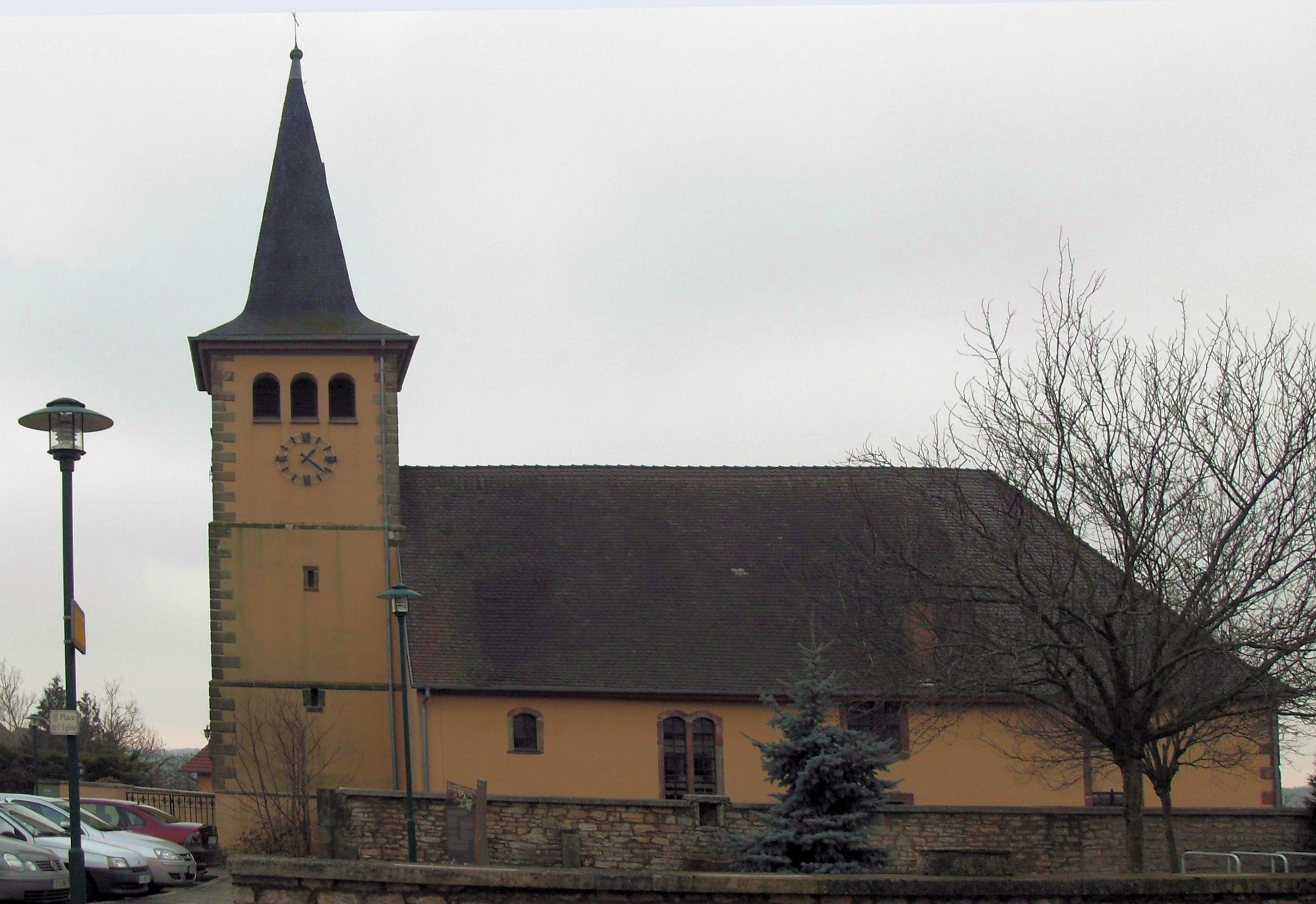
Evangelische Kirche in Rauwiller

### Bevölkerungsentwicklung
| Jahr      | 1910 | 1962 | 1968 | 1975 | 1982 | 1990 | 1999 | 2007 | 2017 |
| Einwohner | 422  | 191  | 216  | 222  | 189  | 178  | 187  | 212  | 209  |